# Chaetothyrium javanicum
Chaetothyrium javanicum är en svampart som först beskrevs av Albrecht Wilhelm Philipp Zimmermann, och fick sitt nu gällande namn av Karel Bernard Boedijn 1931. Chaetothyrium javanicum ingår i släktet Chaetothyrium och familjen Chaetothyriaceae.   Inga underarter finns listade i Catalogue of Life.